# Raiden
Raiden is een computerspel voor het platform Atari Jaguar. Het spel speelt zich af in het jaar 2090. De aarde wordt aangevallen door aliens en de speler moet namens de World Alliance of Nations de aarde verdedigen met het nieuw ontwikkelde experimentele ruimteschip genaamd Raiden. Het spel is een verticaal scrollend schietspel dat is gebaseerd op het computerspel met gelijke titel dat als arcadespel uitkwam. Aan het einde van elk level moet een of meerdere eindbazen worden verslagen. Het spel wordt van bovenaf getoond.

## Platforms
| Jaar | Platform                                       |
| ---- | ---------------------------------------------- |
| 1990 | Arcade                                         |
| 1991 | FM Towns, SNES, Sega Mega Drive, TurboGrafx-16 |
| 1992 | TurboGrafx CD                                  |
| 1994 | DOS, Jaguar                                    |
| 1997 | Lynx                                           |
| 2007 | PSP, PlayStation 3                             |
| 2012 | PS Vita                                        |

## Ontvangst
| Beoordeeld door                | Platform        | Datum          | Score |
| ------------------------------ | --------------- | -------------- | ----- |
| The Video Game Critic          | TurboGrafx-16   | 20 maart 2010  | 100%  |
| IMPLANTgames                   | Jaguar          | 9 oktober 2009 | 80%   |
| GamePro (USA)                  | Sega Mega Drive | november 1991  | 80%   |
| neXGam                         | Jaguar          | 2004           | 77%   |
| ASM (Aktueller Software Markt) | Jaguar          | april 1994     | 67%   |
| GamePro (USA)                  | Jaguar          | maart 1994     | 60%   |
| Power Play                     | DOS             | januari 1995   | 59%   |
| Power Play                     | Sega Mega Drive | november 1991  | 56%   |
| Sega-16.com                    | Sega Mega Drive | 26 juni 2006   | 50%   |
| Power Play                     | SNES            | mei 1992       | 41%   |

## Trivia
- Het spel is opgenomen in het boek 1001 Video Games You Must Play Before You Die van Tony Mott.